# Maria Concetta Cacciola
Maria Concetta Cacciola (Taurianova, 30 marzo 1980 – Rosarno, 20 agosto 2011) è stata una testimone di giustizia italiana, vittima della 'ndrangheta.

## Biografia

### Contesto familiare e sociale
Nasce in una potente famiglia calabrese appartenente alla 'Ndrangheta, imparentata con la famiglia Bellocco attraverso lo zio Gregorio Bellocco, e la 'ndrina Pesce. La 'Ndrangheta è probabilmente l'organizzazione criminale più arretrata d'Italia guidata da soli uomini, che perpetua regole antiquate come il matrimonio forzato o la totale sottomissione della donna, pena la morte. I figli sono destinati ad appartenere alla nuova generazione di boss mafiosi, le figlie a sposare questi ultimi. I legami di sangue sono considerati sacri e mai recisi per nessun motivo. Per cui, collaborare con la giustizia, o ribellarsi alla famiglia, è un tradimento inaccettabile.
A soli tredici anni va in sposa a Salvatore Figliuzzi, affinché la sua famiglia potesse entrare nel clan dei Bellocco, poiché i matrimoni sono l'unico modo per scalare le gerarchie mafiose (come nel caso di Lea Garofalo). 
Il marito è un uomo violento e alle continue richieste di aiuto era così che la sua famiglia rispondeva: “Questo è il tuo matrimonio e te lo tieni per tutta la vita“. 
A quindici anni partorisce il primo dei tre figli.

### La ribellione, testimone di giustizia
Quando nel 2002 Salvatore Figliuzzi è condannato per associazione mafiosa a otto anni di reclusione, Maria Concetta viene rinchiusa in casa, insieme ai figli, senza avere la possibilità di intrattenere alcun tipo di rapporto col mondo esterno.  
Ciò nonostante con internet infrange la restrizione imposta scoprendo il mondo oltre la sua quotidianità, tant'è che riesce ad intrattenere, persino, per almeno due anni, una relazione sentimentale con un altro uomo. 
Nel 2010 la relazione viene scoperta, per mezzo di lettere anonime, dal  padre e dal fratello , dai quali viene continuamente  percossa per aver disonorato la famiglia.
L'11 maggio 2011 viene convocata dai Carabinieri di Rosarno, poiché il figlio maggiore era stato sorpreso alla guida senza patente. Maria Concetta approfitta di questa nuova circostanza per liberarsi dallo stato di oppressione e violenza in cui si trova, rivelando, così, moltissimi aspetti mafiosi interni alla sua famiglia. 
Solo così la donna crede di poter sfuggire a quella vita fatta di imposizioni e percosse, perché per lei la collaborazione presenta l'unica via di uscita, unico mezzo per restituire ai suoi figli un futuro migliore; unico modo per dare a se stessa la libertà di vivere lontano dalla propria famiglia, la stessa che l'avrebbe fatta assassinare.
La collaborazione inizia facendo credere alla sua famiglia di ritornare spesso in caserma per la questione del figlio, ove nei giorni successivi viene ascoltata direttamente dai magistrati della Direzione Distrettuale Antimafia (DDA) di Reggio Calabria. 
Nella notte tra il 29 e il 30 maggio dello stesso anno diventa ufficialmente testimone di giustizia, inserita nel programma di protezione e trasferita in incognito prima a Cassano all'Ionio, poi a Bolzano e infine a Genova, senza poter avere più contatti con la sua famiglia. Lascia i figli alle cure di sua madre, credendo che la stessa la sosterrà. Le scrive: "Mi sono sposata a 13 anni. Questo ha distrutto le nostre vite. Questo è tutto ciò che non volevo. Volevo la pace, sentire l'amore, essere me stessa. La vita mi ha portato solo dolore.".
A Genova distrutta dalla nostalgia per i suoi figli decide di contattarli, ma gli stessi vengono usati dalla sua stessa famiglia per esercitare pressioni sulla stessa e per farle rivelare ove si trovasse. Ottenute le informazioni necessarie, il 2 agosto dello stesso anno, i genitori, insieme al fratello, si recano a prenderla e, durante il viaggio di ritorno, cercano di estorcerle quanto ha rivelato ai magistrati. Rendendosi conto di essere in pericolo, contatta il Servizio di Protezione affinché la vadano a riprendere a Cerredolo (Reggio Emilia) dove si erano fermati per la notte.

### Il ritorno a Rosarno
Tornata a Genova, nei giorni seguenti, i genitori cercano di ricattarla attraverso i figli e per farla tornare le chiedono di ritrattare tutto davanti a due avvocati del clan, promettendole in cambio il perdono. In una telefonata del 6 agosto confida, ad un'amica, di vivere schiacciata tra il timore di non vedere più i suoi figli e la paura di essere uccisa al suo ritorno. La conversazione telefonica, intercettata dalla polizia, finirà in seguito agli atti del Processo Onta. 
Lei cede di nuovo e torna a Rosarno tra l'8 e il 9 agosto 2011.
Il 12 agosto accetta di vedere gli avvocati Gregorio Cacciola, cugino del padre, e Vittorio Pisani che la costringono a firmare una ritrattazione e a registrare un'audiocassetta, dove le fanno dichiarare di aver parlato con la giustizia solo per vendicarsi del padre e del fratello. Poi si pente di questo gesto, ma non può più scappare. Due giorni dopo il suo ultimo contatto con la polizia, il 20 agosto 2011, viene trovata morente in bagno dopo aver ingerito dell'acido cloridrico . Tre giorni dopo, prima del funerale, i genitori presentano denuncia alla Procura di Palmi, accusando le autorità di avere approfittato di condizioni precarie di salute mentale della figlia fino a spingerla al suicidio; come prove portano la lettera e l'audiocassetta di ritrattazione. In conseguenza a tali accuse, si svolge una campagna stampa contro i magistrati e gli inquirenti, ma durante il Processo Onta, a seguito della deposizione dell'avvocato Vittorio Pisani, risulterà che tale campagna è orchestrata dall'avvocato Gregorio Cacciola, con l'obiettivo di delegittimare il modo in cui vengono trattati i testimoni di giustizia e di scoraggiare così future collaborazioni.

### Il Processo Onta
Il suicidio sembra altamente improbabile e non convince gli inquirenti, ne sono prova il suo carattere e la sorveglianza costante esercitata dalla sua famiglia. Soprattutto è il metodo utilizzato a costituire una prova concreta della colpevolezza della famiglia, in quanto firma tipica della mafia: i metodi utilizzati per eliminare i nemici, infatti, sono direttamente proporzionali a ciò che questi ultimi hanno commesso. L'inchiesta mostra anche che la lettera e il nastro sono stati realizzati sotto costrizione, condannando dunque anche gli avvocati della famiglia. Viene ascoltato in Commissione Parlamentare Antimafia il Pubblico Ministero Giovanni Musarò, che ha sostenuto l’accusa nel processo: "Maria Concetta era attendibile. Quando l’abbiamo ascoltata era terrorizzata. Le sue dichiarazioni hanno portato anche ad operazioni di polizia giudiziaria importanti. Le intercettazioni, registrate poco prima che tornasse a Rosarno e al suo rientro a Rosarno, sono veramente terribili, materia per una tragedia greca. Questa ragazza torna infatti a Rosarno consapevole di quello che sarebbe successo e che nel momento in cui avesse ritrattato le dichiarazioni sarebbe finita quella che lei chiama “la garanzia sulla vita”. Era una ragazza che non aveva mai commesso reati e non era indagata. In una telefonata terrificante con una sua amica dice: “So che succede. Io torno, mi fanno ritrattare e poi mi ammazzano, ma io ho paura a tornare, però devo farlo per i miei figli”. E succede esattamente questo, con la chicca che simulano un suicidio. La trovano morta per aver ingerito acido muriatico, che purtroppo è anche un gesto evocativo, cioè una fine che viene riservata ai collaboratori di giustizia, a chi parla troppo".
Il processo si conclude con la condanna della madre a tre anni di arresti domiciliari, del padre a sei anni e sei mesi di reclusione e del fratello a cinque anni e otto mesi. Oltre alla condanna per maltrattamento ai danni della figlia, i genitori sono condannati anche a dieci mesi aggiuntivi di reclusione per la madre e a due anni e sei mesi di reclusione per il padre, per aver maltrattato i nipoti con l'obiettivo di aggredire la loro integrità psicologica, morale e fisica al fine di convincere la madre a ritrattare le sue accuse. L'avvocato Vittorio Pisani viene condannato a quattro anni e sei mesi di reclusione, per poi decidere di collaborare; l'avvocato Gregorio Cacciola viene condannato a quattro anni e otto mesi per reati di favoreggiamento, violenza e minaccia, aggravati dall’aver agevolato la 'ndrina dei Bellocco.

## Intitolazioni
Alla sua memoria sono dedicate diverse iniziative, che raccontano dell'impegno quotidiano per sconfiggere la cultura di morte e violenza che l’ha uccisa .
Nel 2014, una competizione "Il coraggio della scelta" è stata organizzata a Rosarno in sua memoria.
Il comune di Lamezia Terme dedica un'intera settimana dal 5 al 10 marzo 2012 a Giuseppina Pesce, Maria Concetta Cacciola e Lea Garofalo, le tre donne calabresi che si sono ribellate alla 'Ndrangheta e alle loro famiglie per liberarsi dal giogo della mafia. La settimana è contrassegnata da vari iniziative riguardanti la condizione delle donne.

## Conseguenze
Questa vicenda non è l'unico caso di violenza sulle donne da parte della mafia: in quegli anni si sono svolte decine di indagini su presunti suicidi in cui la 'Ndrangheta è sospettata di essere coinvolta. Alcune donne sono sopravvissute, come Giuseppina Pesce, una delle prime donne ad essersi ribellata alla mafia, al contrario di altre, come Lea Garofalo, assassinata nel 2009 per essersi opposta alla famiglia.  Questo caso mette in rilievo per la giustizia l'importanza di curare la tutela dei figli perché non diventino strumento di ricatto verso la madre.
Dal 2011 al 2016 Roberto Di Bella, presidente del tribunale dei minori di Reggio Calabria, aiuta donne e bambini che vogliono sfuggire alla 'Ndrangheta, sottraendo alla custodia delle famiglie mafiose più di 40 bambini che hanno subito abusi. Le statistiche del Ministero della Giustizia mostrano che il numero di donne che hanno collaborato con la giustizia è raddoppiato tra il 2005 e il 2016. Tuttavia Lirio Abbate  scrive: "Ci sono esempi di collaborazioni, sì, ma si tratta di casi isolati, che sono stati seguiti solo in misura minore. La grande maggioranza delle donne è ancora invischiata in una cultura primordiale, non perché vi siano costrette, ma perché per loro è normale. Queste donne semplicemente non se ne rendono conto. La maggior parte di loro non escono dalla Calabria. Dopo il liceo, non possono andare all'università perché potrebbero essere mandate fuori dalla loro regione natale. Vivono in una bolla mafiosa, per loro è normale, è una sorta di "Truman Show" versione calabrese" .

## Media
Nel 2023 viene distribuita la serie televisiva di Disney+ The Good Mothers  in cui viene raccontata anche la storia di Concetta Cacciola